# Illinois State Route 176
Die Illinois State Route 176 (kurz IL 176) ist eine State Route im US-Bundesstaat Illinois, die in Ost-West-Richtung verläuft.
Die State Route beginnt an der Illinois State Route 23 in Marengo und endet nach 66 Kilometern in Lake Bluff an der Illinois State Route 131.

## Verlauf
Die IL 176 verlässt Marengo in östlicher Richtung und nutzt nördlich des Crystal Woods Golf Club für etwa 1,5 Kilometer die Trasse der State Route 47. Im Westen von Crystal Lake trifft sie auf den U.S. Highway 14 sowie im Zentrum auf die Union Pacific/Northwest Line. Im östlichen Stadtgebiet kreuzt die Straße die Illinois State Route 31. Nach der Überquerung des Fox Rivers passiert die IL 176 im Norden zunächst den Griswold Lake und kurz darauf den Island Lake sowie im Süden den Slocum Lake. Am westlichen Stadtrand von Wauconda trifft die Straße auf die Trasse des U.S. Highways 12 und der Illinois State Route 59 und passiert im Norden des Ortes den Bangs Lake.
Nach der Kreuzung mit den State Routes 60 und 83 erreicht die IL 176 die Stadt Mundelein. Im Zentrum trifft sie zunächst auf den U.S. Highway 45 und überquert danach die North Central Service. Im Zentrum der Stadt Libertyville wird die Straße von der Illinois State Route 21 gekreuzt und überquert am östlichen Ortsrand den Des Plaines River. Südlich von Green Oaks gibt es eine Anschlussstelle an die Interstate 94, die in diesem Abschnitt den Tri-States Tollway bildet. Im Westen des Shields Townships trifft die IL 176 zunächst auf die State Route 43 und danach auf den U.S. Highway 41, bevor sie nach insgesamt 66 Kilometern an der Illinois State Route 131 endet.

## Geschichte
Ursprünglich verband die Illinois State Route 176 die Städte Crystal Lake und Lake Bluff. Im Jahr 1940 wurde die Strecke bis Marengo erweitert und ersetzte dabei die Illinois State Route 67.